# Trois Palmiers
Pour plus de détails, voir Fiche technique et Distribution.
Trois Palmiers (Três Palmeiras) est une comédie dramatique franco-portugaise réalisée par João Botelho et sortie en 1994.
Le film est réalisé dans le cadre de la promotion culturelle de Lisbonne en tant que Capitale européenne de la culture 1994.

## Synopsis
A 6 heures du matin, un jour d'hiver à Lisbonne en 1994, une femme de quarante ans attend son accouchement dans environ huit heures. Le père de son enfant, un homme beaucoup plus jeune, la distrait de ses douleurs en lui parlant et en lui racontant des histoires, l'ambiance oscille entre ennui, tensions et moments comiques. Depuis sa chambre, le regard passe devant trois palmiers et se pose sur les rues de Lisbonne et le ciel au-dessus.
Entre rires, pleurs, étonnement et confusion, le temps s'écoule ainsi jusqu'à 14 heures, heure à laquelle une personne des récits de l'homme est retirée morte du fleuve et où retentit simultanément le cri émouvant du nouveau-né.

## Fiche technique
- Titre français : Trois Palmiers[2]
- Titre original : Três Palmeiras[3]
- Réalisation : João Botelho
- Scénario : João Botelho
- Photographie : Olivier Guéneau
- Montage : Carla Bogalheiro
- Musique : António Victorino de Almeida (pt)
- Décors : Fernanda Morais
- Costumes : Rita Lopes Alves
- Production : Paulo Branco
- Sociétés de production : Madragoa Filmes, Lisbon 94
- Format : couleurs - Son Dolby Surround
- Pays de production :  Portugal -  France
- Langue de tournage : portugais
- Genre : comédie dramatique
- Durée : 68 minutes
- Dates de sortie : 
  - Portugal : 14 mai 1994 (Cinemateca Portuguesa) ; 16 septembre 1994 (sortie nationale)
  - France : 17 mai 1994 (Festival de Cannes 1994) ; 12 avril 1995 (sortie nationale)

## Distribution
- Teresa Roby (pt) : Femme enceinte
- Pedro Hestnes : Père de l'enfant à naître
- Rita Lopes Alves : Fille suicidaire
- Alexandra Lencastre : Femme du buveur
- Diogo Infante : Buveur
- Henrique Canto e Castro : Soares
- Inês de Medeiros : Fille
- Rita Blanco : Mendiante
- Leonor Silveira : femme noire et blanche
- Rui Morisson : Intervenant

## Production
Ce film calme et complexe a été présenté pour la première fois en avant-première à la Cinemateca Portuguesa le 14 mai 1994. Il a été présenté en première officielle le 17 mai 1994 au Festival de Cannes 1994 et a ensuite été projeté dans d'autres festivals internationaux de cinéma, dont le Festival international du film de Toronto. Le film est sorti en salles le 16 septembre 1994 au Portugal et le 12 avril 1995 en France.
Trois Palmiers est ensuite sorti au Portugal sous forme de cassette VHS édité par le distributeur Atalanta Filmes.
Le film a été le candidat portugais pour le meilleur film en langue étrangère aux Oscars 1995, mais n'a pas été nommé à la 67e cérémonie des Oscars suivante.